# Pennellia micrantha
Pennellia micrantha är en korsblommig växtart som först beskrevs av Asa Gray, och fick sitt nu gällande namn av Julius Aloysius Arthur Nieuwland. Pennellia micrantha ingår i släktet Pennellia och familjen korsblommiga växter. Inga underarter finns listade i Catalogue of Life.